# Эйхман, Рикардо
Рикардо Франсиско Эйхман (нем. Ricardo Francisco Eichmann; род. 2 ноября 1955) — немецкий археолог. С 1996 по 2020 год он был директором Восточного отдела Германского археологического института, ранее профессором ближневосточной археологии в Тюбингенском университете. Сын Адольфа Эйхмана.

## Биография
Рикардо Франсиско Эйхман родился 2 ноября 1955 года в Буэнос-Айресе. Он является младшим сыном Адольфа Эйхмана и Веры Эйхман (урождённой Либль).  У него есть три старших брата. Рикардо было пять лет, когда его отец был схвачен и вывезен из Аргентины в Израиль Моссадом. Он отверг нацистскую идеологию своего отца и признал, что его казнь была оправдана. В 1995 году он встретился с Цви Аарони, агентом Моссада, который был главным образом ответственен за поимку его отца.
С 1977 года Эйхман изучал историю первобытного общества и протоисторию, классическую археологию и египтологию в Гейдельбергском университете. Его диссертация 1984 года называлась «Аспекты доисторического планирования этажей на Ближнем Востоке».

## Академическая карьера
С 1984 по 1994 год он работал сначала научным консультантом, а затем научным сотрудником в Багдадском отделе Немецкого археологического института в Берлине, затем непродолжительное время — профессором ближневосточной археологии в Университете Тюбингена с 1995 по 1996 год.  с 1996 года по конца 2019 года он был первым директором Восточного отдела Германского археологического института в Берлине, уступив это место в начале 2020 года Маргарет фон Эсс.

## Личная жизнь
У Рикардо Эйхмана двое сыновей.